# Penelope Ann Miller
Penelope Ann Miller (født 13. januar 1964 som Penelope Andrea Miller) er en amerikansk skuespiller, kendt fra film som Livet længe leve og Chaplin.
Privat har hun tidligere været gift med skuespilleren Will Arnett.

## Filmografi i udvalg
- Livet længe leve (1990)
- Kindergarten Cop (1990)
- Chaplin (1992)
- Carlito's Way (1993)
- The Break-Up (2006)